# Station Lasarte-Oria
Station Lasarte-Oria maakt deel uit van de Topo. Tussen 2012 en 2017 werd voor deze lijn officieel de naam Metro Donostialkea gebruikt, maar in het laatste jaar is de naam officieel gewijzigd in Topo, een naam die altijd al in de volksmond werd gebruikt. De aanduiding metro wordt sindsdien niet meer gebruikt. Het station ligt in de gemeente Lasarte-Oria in Spanje, een voorstad van San Sebastian in de autonome gemeenschap Baskenland. Het station is geopend in 1998, ter vervanging van de halte aan het meterspoor tussen San Sebastian en Bilbao, die ten noorden van het dorp lag. 